# Quanta Computer
25° 02′ 59,8″ N, 121° 22′ 30,8″ L
Quanta Computer Incorporated é uma empresa de Taiwan responsável pela produção de notebook, netbook e outros dispositivos eletrônicos para computador. É conhecido pela produção em larga escala dos notebooks de cem dólares.. Seus principais clientes são ACER, Alienware, Apple Inc., Cisco, Compaq, Dell, Fujitsu, Gateway, Gericom, Hewlett-Packard, Lenovo, Maxdata, MPC computadores, Sharp Corporation, Siemens AG, Sony, Sun Microsystems e Toshiba. Foi fundado em 1988 por Barry Lam o qual ainda é o principal dirigente da empresa.
Existem estimativas de que a empresa detinha 33% do mercado de notebooks em 2005.